# Carmen Hijosa
Carmen Hijosa (* 17. März 1952 in Salas (Asturien), Spanien) ist eine spanische Textildesignerin und Unternehmerin. Sie hat eine Lederalternative aus Ananasblättern entwickelt.

## Leben
Carmen Hijosa zog 1971 nach Irland. 1977 war sie Mitbegründerin der Luxusledermanufaktur Chesneau Leather Goods, wo sie 15 Jahre lang die Entwicklung und Herstellung von Lederwaren leitete. 1993 wurde sie von der Weltbank als Beraterin für die philippinische Lederindustrie beauftragt. Die negativen Auswirkungen dieser Industrie auf Umwelt und Gesellschaft veranlassten sie, eine nachhaltige Alternative auf Basis eines Nebenprodukts der Ananasernte zu entwickeln.
Von 2009 bis 2015 promovierte Carmen Hijosa im Bereich Textilien am Royal College of Art in London und entwickelte ihren Textilprototyp weiter.
2011 meldete sie ein Patent für das Material und seine Herstellung an, bevor sie 2013 die Firma Ananas Anam als Start-up-Unternehmen in London gründete, um die Lederalternative zu vermarkten. Das Inkubatorprogramm InnovationRCA des Royal College of Art bot der Start-up Unterstützung in Form eines Darlehens an. 2018 wurde das europäische Patent erteilt.
Das Lederersatzmaterial wird produziert, indem die Zellulosefasern von den Ananasblättern abgezogen und zunächst Fasern in Textilqualität hergestellt werden. Diese werden zu einer nicht gewebten Netztextilie verarbeitet, die weiter veredelt und zu einer Lederalternative erweicht wird.

## Auszeichnungen
- 2015: Preis der Cartier Women’s Initiative[6]
- 2016: Preis Women in Innovation von Innovate UK[7][8]
- 2016: Preis der britischen Stiftung The Arts Foundation[9][10]
- 2021: Finalistin des europäischen Erfinderpreises[11]